# 赤松恵
赤松 恵（あかまつ けい、1980年1月29日 - ）は、日本のグラビアアイドル。

## 人物・来歴
- 愛知県出身
- タスクオフィス所属。同事務所営業部スタッフでもある。
- 愛知県の高校を卒業後、看護師を目指し看護学校に入学。担当の先生と気が合わずブチキレて中退するという武勇伝を残す。
- タレントを目指しオーディションを受けた時、オーディション会場に来ていたタスクオフィスの副社長にスカウトされた。
- 同じ事務所に所属するアイドル赤松唯は実妹である。
- 同じ事務所のしほの涼とは同居で仲が良い。しほのが主演を務めたイメージVシネマ（涼chanシリーズ）で競演するとともに脚本を唯と担当した。

## 出演

### テレビ
- 恋する!?キャバ嬢（2006年、テレビ東京） - 七瀬由美香 役
- P-1ゴールドラッシュ（2007年、テレビ大阪）

### ビデオ・DVD
- NeoErotica （2004年12月、イーネット・フロンティア）
- W-reds （2005年7月、ソフト・オン・デマンド） - 赤松寛子との共演
- Joker（2005年8月、イーネット・フロンティア）

### オリジナルビデオ
- レモンエンジェル 実写版（2006年6月、ハピネット・ピクチャーズ） - 野々村亜美 役
- 超次元戦記トリティア[1]（2005年8月、禅ピクチャーズ） - トリティア役
- ソフィア女学園 THE MOVIE（2005年6月、日本メディアサプライ）
- メイドな涼chan（2006年1月、レイフル）しほの涼と競演、脚本を担当
- ポリスな涼chan（2006年3月、レイフル）しほの涼と競演、唯とともに脚本を担当
- いじめ中学生 アイの羽（2009年9月、スパークビジョン）
- マン・ハンティング リザレクション（2012年4月4日、アルバトロス）

### 写真集
- Shaffle （2005年5月、音楽専科社）